# San Mauro Forte
San Mauro Forte is een gemeente in de Italiaanse provincie Matera (regio Basilicata) en telt 2042 inwoners (31-12-2004). De oppervlakte bedraagt 87,0 km², de bevolkingsdichtheid is 26,5 inwoners per km².

## Demografie
San Mauro Forte telt ongeveer 890 huishoudens. Het aantal inwoners daalde in de periode 1991-2001 met 23,8% volgens cijfers uit de tienjaarlijkse volkstellingen van ISTAT.
| Jaar | Inwoneraantal |
| ---- | ------------- |
| 1991 | 3025          |
| 2001 | 2306          |

## Geografie
De gemeente ligt op ongeveer 540 m boven zeeniveau.
San Mauro Forte grenst aan de volgende gemeenten: Accettura, Craco, Ferrandina, Garaguso, Oliveto Lucano, Salandra, Stigliano.